# 南克之
南克之（みなみ かつゆき、1944年 - ）は、学校法人国士舘の常任理事。

## 人物・来歴
1966年に国士舘大学政経学部経済学科卒。学校法人国士舘の専任職員。2005年評議員、常任理事に就任。

## 要職等
- 学校法人国士舘 事務局長